# Olga Malkina
Olga Malkina (Nachodka, 6 augustus 1969) is een Nederlandse organiste en pianiste.

## Biografie
Olga Malkina is geboren in Nachodka, gelegen in het verre oosten van Rusland. Zij volgde daar de opleiding aan de muziekschool en in 1994 studeerde zij af aan het Kurmangazy Conservatorium in Alma-Ata (Kazachstan). Hetzelfde jaar nog maakte zij een orgeltournee door Zwitserland en is vervolgens in Nederland gaan wonen en werken.
Haar huidig repertoire bestaat o.a. uit solowerken voor piano en orgel van o.a. Buxtehude, Bach, Mozart, Beethoven, Mendelssohn, Chopin, Liszt, Debussy, Prokofiev, Tippett, Widor, Ravanello en Duruflé. Haar coaches zijn prof. Elly Salomé en Viviana Sofronitsky.
Van 2002 tot 2012 vormde Olga Malkina met Nico Blom het 'Duo Vierhandig', dat zich toelegde op de weinig voorkomende combinatie van piano en orgel. Vaak betrof het eigen arrangementen. Op woensdag 21 februari 2007 traden zij op in het Amsterdamse Concertgebouw. Van de verschenen cd's stond "Un Sospiro" in 2007 enige weken achtereen op een door luisteraars verkozen eerste plaats in de favorietenlijst van TROS Klassieke Top50.

## Discografie
- 2002 Orgel-Piano CD "Concert in de Grote Kerk te Gorinchem (live)" met organist Nico Blom"[1]
- 2004 Orgel-Piano CD "Un Sospiro" met pianist Nico Blom als duo "Vierhandig"[2]
- 2010 Orgel-Piano CD "New Transcriptions on Piano and Organ" met Nico Blom als duo "Vierhandig" De opnamen zijn gemaakt in de Buurkerk te Utrecht[3]
- 2013 Solo Piano CD "Russian Album - 19th and 20th century" De opnamen zijn gemaakt in het Muziekgebouw Frits Philips te Eindhoven[4]